# Dersum
Dersum is een gemeente in de Duitse deelstaat Nedersaksen. De gemeente maakt deel uit van de landkreis Emsland.
Dersum telt 1.467 inwoners.